# Johann Wolfgang Döbereiner
Johann Döbereiner  (Hof, 13 de diciembre de 1780-Jena, 24 de marzo de 1849) fue un químico alemán que descubrió las tríadas en ciertos elementos químicos.

## Johann Döbereiner
Döbereiner descubrió distintas tendencias en ciertas propiedades de grupos seleccionados de elementos. Por ejemplo, la masa atómica media de litio y potasio estaba cerca de la masa atómica de sodio. Un patrón similar se encontró con el calcio, estroncio y bario, con azufre, selenio, y telurio, y también con cloro, bromo, y yodo. Además, las densidades para algunas de estas tríadas siguieron un patrón similar en cuanto a sus gen.
Döbereiner intentó relacionar las propiedades químicas de dichos elementos (y de sus Compuesto químico compuestos) con los pesos atómicos, observando una gran analogía entre ellos, y una variación gradual del primero al último, dando a entender que los elementos de la tabla periódica tienen cierta relación entre sí debido a la similitud entre sus propiedades y compuestos.
En su clasificación de las tríadas, Döbereiner explicaba que el peso atómico promedio de los pesos de los elementos extremos, es parecido al peso atómico del elemento de en medio. Por ejemplo, para la triada cloro, bromo, yodo, los pesos atómicos son aproximadamente 35, 80 y 126; si sumamos 35 + 126 y dividimos entre 2, obtenemos 80 (aproximadamente), y si se busca en la tabla periódica de los elementos actual el elemento con el peso atómico de 80 es el bromo, lo cual hace que concuerde un aparente ordenamiento de tríadas.